# Río Tama

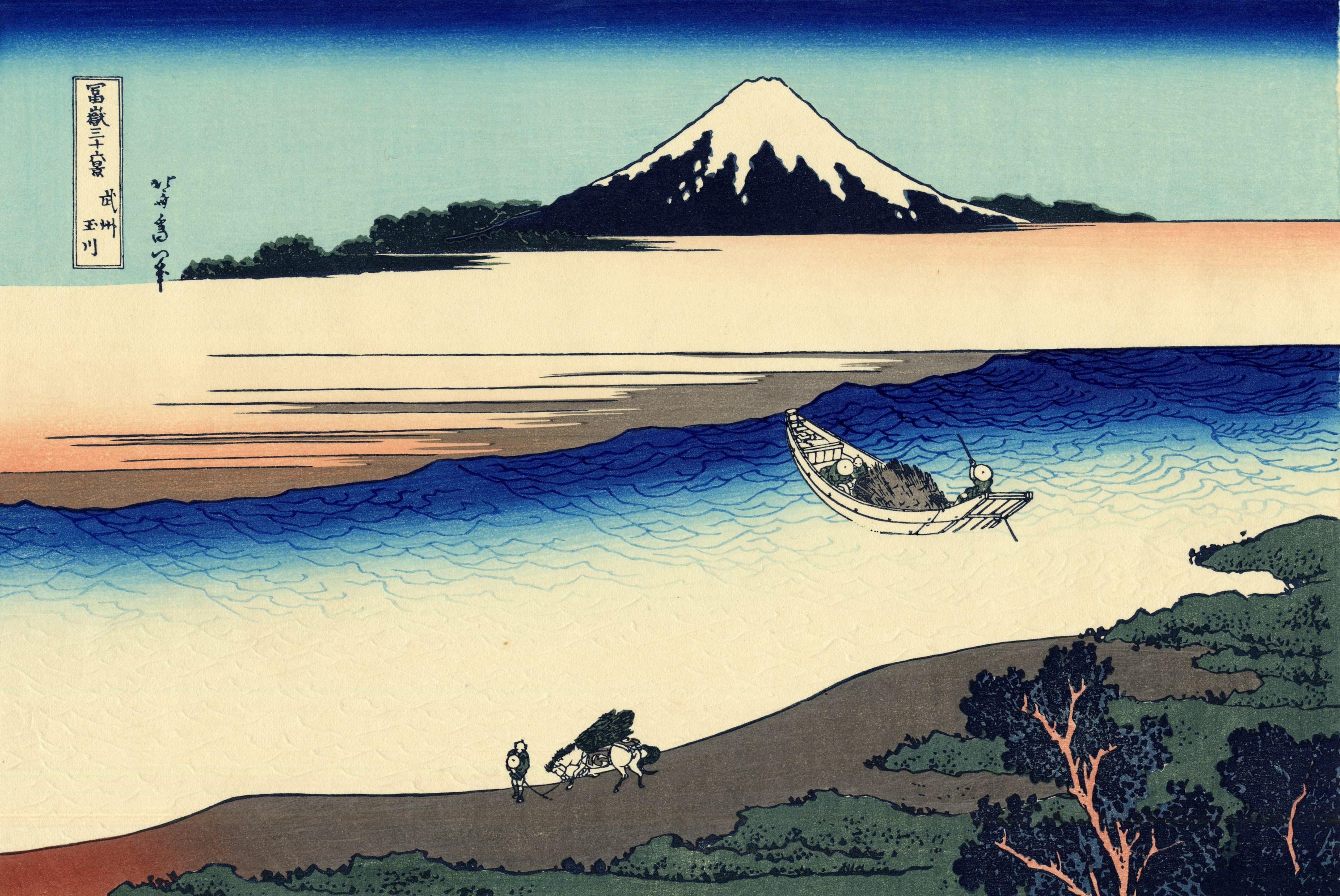
Río Tama en la provincia de Musashi, pintura de Hokusai.

El río Tama (多摩川 Tama-gawa?) es un río de Japón, el más importante que atraviesa Tokio y sus alrededores.
Su nacimiento está en el Monte Kasadori en Enzan (塩山), ciudad de Kōshū en la prefectura de Yamanashi. De allí, fluye hacia el este en Tokio, donde forma el lago Okutama sobre la represa de Ogochi. De allí, toma el nombre de Tama, entonces fluye hacia la bahía de Tokio. 
A lo largo de  de su trayectoria, forma el límite entre Tokio y la prefectura de Kanagawa. Su desembocadura está en el límite entre Ota-ku en Tokio y la ciudad de Kawasaki en la prefectura de Kanagawa. El gobierno japonés lo clasifica como río de primera clase.

## Otros Nombres
- Ichinose-gawa (río Ichinose) - su curso superior
- Taba-gawa (río Taba) - su curso superior
- Rokugo-gawa (río Rokugo) - cerca de su desembocadura